# The Leftovers
The Leftovers (Los sobrantes) es una serie de televisión estadounidense creada por Damon Lindelof y Tom Perrotta para el canal HBO. Basada en la novela de Perrotta del mismo título,la serie comienza tres años después de la "Partida Súbita", un evento global que resultó en la desaparición del 2% de la población mundial. Las vidas del jefe de policía Kevin Garvey (Justin Theroux) y su familia, junto con la viuda afligida Nora Durst (Carrie Coon) y su hermano, el reverendo Matt Jamison (Christopher Eccleston), son los puntos centrales de la serie mientras luchan por adaptarse a la vida después de la Partida.
El episodio piloto fue escrito por Lindelof y Perrotta y dirigido por Peter Berg. La serie está protagonizada por Justin Theroux, Carrie Coon, Amy Brenneman, Christopher Eccleston, Liv Tyler y Chris Zylka, y fue estrenada el 29 de junio de 2014 en Estados Unidos. En España fue estrenada el 30 de junio de 2014 por Canal+ Series.
El 13 de agosto de 2014, HBO anunció la renovación de la serie para una segunda temporada,estrenada el 4 de octubre de 2015. El 10 de diciembre de 2015, se dio a conocer que, a petición de Lindelof, la serie fue renovada para una tercera y última temporada cuyo estreno fue programado para el 16 de abril de 2017.
La primera temporada recibió críticas en su mayoría positivas, aunque algunos criticaron la serie por su tono sombrío.  La serie se sometió a una reevaluación crítica durante su aclamada segunda y tercera temporadas,  con muchos críticos refiriéndose a The Leftovers como una de las mejores series de televisión de todos los tiempos,  con elogios particulares por su escritura, dirección, actuación (particularmente la de Theroux y Coon) y profundidad temática. La banda sonora compuesta por Max Richter también atrajo elogios de la crítica.  A pesar de recibir calificaciones promedio de Nielsen a lo largo de su recorrido, la serie ha desarrollado un estatus de serie de culto.

## Argumento
El 14 de octubre de 2011 a las 2:23 p. m. (UTC-04:00) ocurrió un fenómeno conocido como La Partida Súbita, que consistió en la desaparición de 140 millones de personas, que en ese momento correspondía al 2% de la población mundial. Todos los afectados, que pertenecían a todas las etnias, nacionalidades, edades y creencias existentes, se esfumaron en un parpadeo. También desaparecieron animales, pero en menor medida.
La primera temporada está ambientada entre el 13 de octubre de 2014 y mediados de 2015 en el poblado de Mapleton, Nueva York. Se enfoca en la vida del jefe de policía Kevin Garvey Jr. que debe lidiar con su familia disfuncional a la vez que ve decaer el orden en la ciudad. Su hija Jill se ha vuelto una persona bastante conflictiva e irresponsable. Su hijo Tommy abandonó la universidad y se marchó para unirse a una secta controlada por el “Santo Wayne”. Su esposa Laurie decidió unirse al Remanente Culpable, una secta que acosa a los habitantes de Mapleton. También está Nora Durst, una mujer que vio perder a su esposo y sus dos hijos durante el evento. Su hermano, el reverendo Matt Jamison, trata de explicarles a los demás que lo sucedido en 2011 no fue la ascensión de la escatología cristiana. Asimismo, se focaliza en Meg Abbott, una mujer que es seducida por la facción de Mapleton de Remanente Culpable, dirigida por Patti Lewi. Las vidas de estos personajes se entrecruzan en el medio de un conflicto escalante entre los miembros de Remanente Culpable y los habitantes de Mappleton.
La segunda temporada transcurre en octubre de 2015. Kevin y su familia abandonan Mapleton y se mudan a Jarden, Texas, para reiniciar su vida. Este pequeño pueblo es conocido mundialmente porque ninguno de sus 9261 habitantes desapareció. Sin embargo, desde el momento en que llegaron se comenzaron a dar cuenta que en dicho lugar no existía ningún milagro. Poco después de su llegada, la hija de sus vecinos, junto con dos amigas, desaparecen repentinamente. Mientras tanto, Laurie y Tommy tratan de ayudar psicológicamente a exmiembros del Remanente Culpable, que se ha vuelto más hostil.
La tercera temporada tiene lugar en octubre de 2018. Ahora todos están reunidos en Jarden y en las últimas semanas se ha estado hablando de que el fin del mundo será en el séptimo aniversario de la partida súbita. Nora intenta desenmascarar a un centro de investigación clandestino, lo que termina haciendo que los personajes tengan que ir a Australia.

## Reparto

### Personajes principales
- Justin Theroux como Kevin Garvey Jr., Jefe de Policía de Mapleton y padre de dos hijos que está intentando mantener una cierta apariencia de normalidad en este nuevo mundo. La ruptura de su familia (nadie de ella, excepto su hija nonata, fueron llevados por la Ascensión) hace de él alguien cada vez más extraño.
- Amy Brenneman como Laurie Garvey, mujer de Kevin y madre de Tom y Jill, quien deja su vida anterior para unirse a la misteriosa secta llamada "Remanente Culpable".
- Christopher Eccleston como Matt Jamison, un reverendo y editor de un tabloide auto-editado que saca a la luz a pecadores. Matt lucha con su incapacidad para aceptar que él, un buen cristiano, no fue llevado por la Ascensión mientras muchos pecadores sí.
- Carrie Coon como Nora Durst, una mujer y madre que perdió a su marido, hijo e hija en la Ascensión. Es la hermana de Matt.
- Liv Tyler como Megan Abbott, una mujer que cuando está a punto de casarse se convierte en objetivo del "Remanente Culpable", radicalizándose.
- Chris Zylka como Tom Garvey, hijo de Laurie (al que Kevin ha criado como suyo propio), que ha abandonado recientemente la universidad y se ha refugiado con un misterioso gurú llamado "Santo Wayne".
- Margaret Qualley como Jill Garvey, hija adolescente que convive con Kevin, buena estudiante pero que mantiene una difícil relación con su padre.
- Emily Meade como Aimee (temporada 1), una estudiante de secundaria de espíritu libre, amiga de Jill, que parece inmutada por la Ascensión.
- Amanda Warren (temporada 1) como Lucy Warburton, alcaldesa de Mapleton. Ella estaba en una relación con el padre de Kevin.
- Ann Dowd (regular en temporada 1, invitada en 2 y 3) como Patti Levin, la líder de la secta local "Remanente Culpable".
- Michael Gaston como Dean, un hombre que parece entender que los tiempos han cambiado, y aborda hacerlo con determinación y a menudo también con violencia.
- Max Carver y Charlie Carver como Adam y Scott Frost, respectivamente. Son hermanos gemelos idénticos y personas felices.
- Annie Q. como Christine, una de las muchas groupies de Santo Wayne, para quien ella tiene aparentemente un significado especial y misterioso. También es amiga de Tom. Tuvo un hijo con Wayne, el cual dejó al cuidado de Tommy.
- Regina King como Erika Murphy, una médico que atiende una sala de urgencias en Jarden.
- Kevin Carrol como John Murphy, jefe de bomberos de Jarden.
- Jovan Adepo como Michael Murphy, el devoto hijo de Erika y John.
- Scott Glen como Kevin Garvey Sr., el padre de Kevin y también exjefe de policía en Mapleton. Se muda a Australia luego de ser liberado de un hospital psiquiático.

### Personajes secundarios
- Paterson Joseph como Henry "Santo Wayne" Gilchrest, Jr., un salvador post-Ascensión que "cura" a la gente de sus cargas.
- Frank Harts como Dennis Luckey, un oficial de policía que trabaja con Kevin.
- Natalie Gold como La madre de Sam, una mujer que perdió a su pequeño bebé durante la Departura.
- Scott Glenn como Kevin Garvey Sr., padre de Kevin y antiguo Jefe de Policía de Mapleton que ha sido encerrado en un psiquiátrico.
- Janel Moloney como Mary Jamison, mujer de Matt, quien ha quedado paralítica tras un accidente de automóvil ocurrido durante la Ascensión.
- Marceline Hugot como Gladys, miembro de la secta "Remanente Culpable".
- Jasmin Savoy Brown como Evangeline "Evie" Murphy, la hija adolescente de John y Erika, quien desaparece misteriosamente cuatro años después de la Departura.

## Episodios
| Temporada | Temporada | Episodios | Episodios | Emisión original     | Emisión original        |
| Temporada | Temporada | Episodios | Episodios | Primera emisión      | Última emisión          |
| --------- | --------- | --------- | --------- | -------------------- | ----------------------- |
|           | 1         | 10        | 10        | 29 de junio de 2014  | 7 de septiembre de 2014 |
|           | 2         | 10        | 10        | 4 de octubre de 2015 | 6 de diciembre de 2015  |
|           | 3         | 8         | 8         | 16 de abril de 2017  | 4 de junio de 2017      |

## Desarrollo y producción
En agosto de 2011, HBO adquirió los derechos antes de la publicación del libro. Perrotta fue contratado como guionista y productor ejecutivo adjunto, mientras que Ron Yerxa y Albert Berger, solo como productores ejecutivos. En junio de 2012 se anunció que Damon Lindelof fue el escogido para ser el desarrollador de la serie junto a Perrotta, quien trabaja como productor ejecutivo de la serie.
En febrero de 2013, la HBO ordenó la realización de un episodio piloto. El 16 de septiembre de 2013, la cadena anunció la selección del piloto para desarrollar una serie, ordenando una primera temporada de 10 episodios.  El 3 de abril se dio a conocer que la serie sería estrenada el 15 de junio de 2014, sin embargo, poco después se informó que su lanzamiento fue retrasado al 29 de junio.
La serie finalizó el 4 de junio de 2017 con la emisión de un último episodio titulado El libro de Nora, con el que se daría por finalizada la trama de la serie después de tres temporadas y un total de 28 episodios.

### Casting
El 4 de junio de 2013, Justin Theroux fue seleccionado para interpretar a Kevin Garvey. Una semana después, el 10 de junio, Carrie Coon, Ann Dowd, Christopher Eccleston y Amanda Warren serían anunciados para dar vida a Nora Durst, Patti Levin, Matt Jamison y Lucy Warburton, respectivamente. Liv Tyler fue confirmada como Meg el 18 de junio; mientras que a Charlie y Max Carver los contrataron para interpretar a Scott y Adam Frost, respectivamente. El 25 de junio, se anunció que Amy Brenneman interpretaría a Laurie, la esposa de Kevin; así como la participación de Emily Meade como Amy. El 26 de junio se anunció que Chris Zylka interpretaría a Tom, el hijo de Kevin y Laurie.